# Vlčtejn

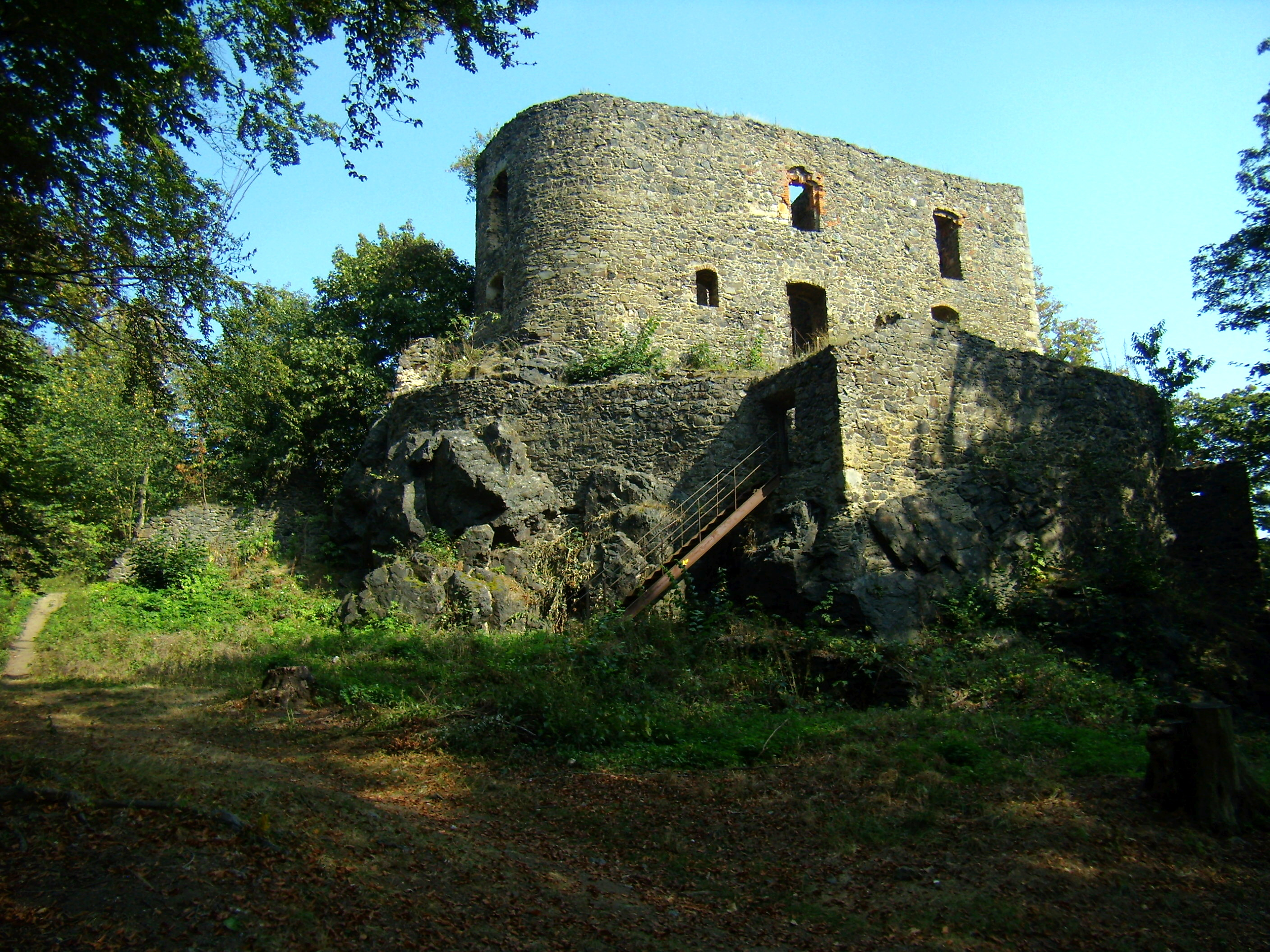
Burg Vlčtejn

Vlčtejn (deutsch Wildstein) ist eine Gemeinde mit 98 Einwohnern in Tschechien. Sie liegt 5 km nordwestlich der Stadt Blovice und gehört dem Okres Plzeň-jih an.

## Geographie
Vlčtejn befindet sich in 520 m ü. M. auf dem von der Ruine der Burg Vlčtejn gekrönten gleichnamigen Hügel linksseitig über dem Tal der Úslava. Nachbarorte sind Chouzovy und Želčany im Norden, Zdemyslice im Südosten und Chlum im Südwesten. Im Westen wird das Dorf von der Staatsstraße 20 tangiert.

## Geschichte
Der Ort wurde 1284 erstmals erwähnt und entstand unter der Burg Vlčtejn, die im 14. Jahrhundert im gotischen Stil umgebaut wurde. Der Ort war mehrmals Schauplatz kriegerischer Handlungen, so als 1421 die Hussiten unter Jan Žižka die Burg besetzten.
1450 erfolgte auf der Burg der Friedensschluss zwischen der geschlagenen Strakonitzer Union unter Ulrich II. von Rosenberg und den Kalixtinern unter Georg von Podiebrad. Im 16. Jahrhundert übernahmen sie die Herren von Ruppau (tschechisch z Roupova). 1611 lebte Christoph Harant von Polschitz und Weseritz auf der Burg, die danach verlassen wurde und verfiel.

## Gemeindegliederung
Zur Gemeinde Vlčtejn gehört der Ortsteil Chlumánky (Chlumanek).

## Söhne und Töchter der Gemeinde
- Abraham Leuthner (um 1639–1701), böhmischer Baumeister des Barock